# Nijon
Nijon era una comuna francesa situada en el departamento de Alto Marne, de la región de Gran Este, que el 1 de junio de 2016 pasó a ser una comuna delegada de la comuna nueva de Bourmont-entre-Meuse-et-Mouzon al fusionarse con la comuna de Bourmont.

## Demografía
| Gráfica de evolución demográfica de Nijon entre 1800 y 2014 |
|                                                             |

Los datos demográficos contemplados en este gráfico de la comuna de Nijon se han cogido de 1800 a 1999 de la página francesa EHESS/Cassini, y los demás datos de la página del INSEE.